# Piper PA-8
O Piper PA-8 Skycycle é uma aeronave monomotor asa baixa monoposto produzido pela Piper Aircraft nos anos 40.

## História
Ao fim de 1944, a Piper anunciou os modelos de aeronaves que pretendia construir no pós-guerra. Uma dessas aeronaves era o PWA-8 (Post War Airplane 8, Aeronave Pós Guerra 8). Um protótipo para testes aerodinâmicos, sendo nomeado Cub Cycle, equipado com um motor biclindrico Franklin, tendo seu primeiro vôo em 27 de agosto de 1944. Esse motor foi substituido por um motor quatro cilindros Continental A-40-3, gerando 37 hp (28 kW), voando com esse motor em 12 de setembro de 1944. O Skycycle era construído com base em um tanque de combustível auxiliar do F4U Corsair, sendo entelado e equipado com trem de pouso convencional.
O Cub Cycle foi cancelado e substituído por uma aeronave similar, o Skycycle, que voou pela primeira vez em 29 de janeiro de 1945, utilizando o mesmo motor do Cub Cycle. A aeronave recebeu mais modificações em 1945, quando recebeu um motor Lycoming O-145-A2, de 55 hp (41 kW) e redesignado como PA-8 Skycycle. Nenhum outro protótipo foi construído.
Um réplica do PA-8, o Carlson Skycycle, foi construído em 1995 por Ernst W. Carlson e produzido pela Carlson Aircraft em East Palestine, Ohio. Carlson pretendia vender a aeronave como um kit, porém, nenhuma venda foi feita e o protótipo foi doado ao Museu de Aviação da Piper, uma vez que os protótipos originais foram destruídos.

## Especificações (PA-8)
Dados de: Piper Aircraft and their forerunners 
Descrições gerais
- Tripulação: 1 piloto
- Comprimento: 4,78 m (16 ft)
- Envergadura: 6,10 m (20 ft)
- Altura: 1,52 m (5,0 ft)
- Peso bruto (carregado): 286 kg (631 lb)

Motorização
- Número de motores: 1x
- Tipo do motor: Lycoming O-145-A2, quatro cilindros opostos, refrigerado a ar  55 hp (41,0 kW)

Performance
- Velocidade máxima: 190 km/h (118 mph)
- Velocidade de cruzeiro (km/h): 153 km/h (95,1 mph)
- Alcance: 640 km (398 mi)

## Bibilografia
- Peperell, Roger W; Smith, Colin M. (1987). Piper Aircraft and their forerunners. Tonbridge, Kent, Inglaterra: Air-Britain. ISBN 0-85130-149-5.